# Hugh Calveley
Sir Hugh Calveley noto anche come Calverley, Caverle, Calvelegh, Kerverley, Calverlee, Calvyle, Kalvele, Calviley e Calvile (... – 23 aprile 1394) è stato un cavaliere medievale e politico britannico che prese parte alla guerra dei cent'anni guadagnandosi fama durante la guerra di successione bretone e la prima guerra civile castigliana.

Stemma araldico di Calveley: Argent, a fess gules between three calves passant sable

Ricoprì vari incarichi militari in Bretagna e Normandia.

## Biografia
Era il figlio minore di David de Calveley di Lea e di sua moglie Joanna. La famiglia viveva nella magione di Calveley a Bunbury nel Cheshire. Le stime dell'anno della sua nascita vanno dal 1315 al 1333. È possibile che fosse un parente stretto, forse anche un fratellastro, di Sir Robert Knolles.
Insieme a molti altri inglesi, il giovane Hugh Calveley prestò servizio in Bretagna, sostenendo Jean de Montfort, allo scopo di diventare duca di Bretagna contro il ricorrente francese, Carlo di Blois, durante la guerra di successione bretone.
Un resoconto sul Combattimento dei Trenta del 1351, di un anonimo poeta inglese, riporta Hue de Caverle come uno dei cavalieri che combatteva dalla parte inglese (dove fu sconfitto, catturato, per essere riscattato in seguito). Una stima della data del suo cavalierato è il 1346, anche se i documenti del 1354 non si riferiscono a lui come un cavaliere, e ci sono prove che egli fu nominato cavaliere solo più tardi, nel 1361.
Nel 1354, Calveley era il capitano della fortezza inglese di Bécherel. Il 10 aprile progettò un'incursione nel castello di Montmuran per catturare Arnoul d'Audrehem, Maresciallo di Francia, che era ospite della signora di Tinteniac. Bertrand du Guesclin, in uno dei primi momenti salienti della sua carriera, anticipò l'attacco, postando arcieri come sentinelle. Quando le sentinelle sollevarono l'allarme all'approccio di Calveley, sia du Guesclin sia d'Audrehem si affrettarono a intercettarlo. Nel combattimento successivo, Calveley fu disarcionato da un cavaliere chiamato Enguerrand d'Hesdin, catturato e poi riscattato.
Nel 1359, Sir Robert Knolles e Calveley invasero la calle del Rodano e nel mese di luglio conquistarono la città di Le Puy. La campagna ebbe termine quando sulla via per Avignone vennero fermati dall'esercito di Thomas de la Marche, inviato da Luigi II di Borbone, e a quel punto i due comandanti si ritirarono.
Alla battaglia di Auray, del 29 settembre 1364, Calveley ebbe il comando della divisione di riserva delle forze di Jean de Montfort, sotto il comando di Sir John Chandos. Carlo di Blois venne ucciso ad Auray, consentendo a Jean de Montfort di rivendicare il ducato senza altri conflitti.

## Le campagne iberiche
Dopo la conclusione della guerra civile bretone, Calveley, insieme a molti altri soldati, si trovò disoccupato. Questi soldati, riuniti nelle Grandi Compagnie, continuarono a sostenersi da soli facendo razzie e causando un enorme problema per il Regno di Francia.
La soluzione al problema venne trovata quando Aragona, Francia e Papato accettarono di fornire denaro per pagare per le Grandi Compagnie per condurre una campagna atta a sostenere il conte Enrico di Trastamara nella scalata al trono di Castiglia, che all'epoca era detenuto dal fratellastro di Enrico, Pietro I di Castiglia. Calveley si arruolò come il maggiore dei capitani inglesi in questa campagna, in cui fu coinvolto dal 1365 al 1367, servendo ironicamente a fianco di Bertrand du Guesclin, il suo nemico di un tempo e poi anche successivo. Per i suoi servigi a Enrico fu nominato Conte di Carogne e sposò una delle dame di compagnia della regina aragonese, chiamata Costanza, figlia di un barone siciliano.
Pietro il Crudele, essendo fuggito dalla Castiglia, invocò la sua alleanza con l'Inghilterra. Il Principe Nero ordinò a Calveley di tornare al servizio dell'Inghilterra e pertanto prese parte prominente nella contro-campagna di Pietro, culminata nella decisiva battaglia di Nájera. A Nájera, Calveley fu di nuovo nella retroguardia, condividendo il comando con il conte Giovanni I d'Armagnac. I due comandanti ebbero la gloria di infliggere il colpo finale alla fanteria nemica esitante per una carica di cavalleria. Enrico di Trastámara fuggì dalla battaglia. Sebbene il suo titolo di conte di Carrion gli fosse stato concesso da Enrico, Pietro lo confermò rivendicando il trono castigliano.
Nella primavera del 1367, il Principe Nero inviò Calveley come emissario in Aragona, per organizzare l'isolamento diplomatico del fuggiasco Enrico. Egli convinse con successo Pietro il Cerimonioso a rinunciare al suo sostegno a Enrico.

## Ripresa della guerra contro la Francia
Quando nel 1369, ripresero le ostilità tra l'Inghilterra e la Francia, Calveley fu nuovamente coinvolto, prima nel razziare i possedimenti dei nobili guasconi che avevano disertato dalla parte dei francesi. Partecipò ad almeno altre tre campagne nel periodo fino al 1374. In particolare, fu uno dei comandanti congiunti dell'esercito inglese disastrosamente sconfitto da Bertrand du Guesclin nella battaglia di Pontvallain, il 4 dicembre 1370, sebbene riuscì a fuggire.
Dal 1375 al 1378 fu governatore di Calais, un importante porto sulla Manica. Successivamente, divenne uno dei due ammiragli della flotta inglese, prendendo parte a numerose battaglie navali.
Nel luglio del 1379 fu coinvolto in un'incursione in Bretagna guidata da Sir John Arundel, maresciallo d'Inghilterra. Durante il loro viaggio di ritorno, 20 navi e circa 1000 uomini furono persi in mare in una tempesta. Calveley fu uno dei soli 8 sopravvissuti.
Nel 1383, prese parte alla Crociata di Norwich, indetta dal papa romano contro il suo rivale di Avignone, ma questa campagna si trasformò in un imbarazzante fallimento quando la Francia corruppe un gran numero di partecipanti.
L'ultimo impegno militare di Calveley fu nel 1386, quando si unì a Giovanni Plantageneto, I duca di Lancaster, in una campagna infruttuosa per assicurarsi il trono castigliano.
Nel luglio 1388 negoziò una tregua con la Francia. Negli ultimi anni della sua vita fu giudice di pace (dal 1385 al 1390).
Morì di morte naturale il giorno di San Giorgio, il 23 aprile 1394 (anche se alcune fonti indicano la sua data di morte nel 1393). La sua effigie tombale si trova nella Chiesa di San Bonifacio a Bunbury, nel Cheshire, anche se c'è qualche dubbio sul fatto che sia stato sepolto lì. L'effigie fu probabilmente commissionata da Sir Robert Knolles.

## Titoli
- Nominato cavaliere tra il 1346 e il 1361
- Comandante di Becherel, 1354
- Conte di Carrion, dal 1366
- Governatore di Calais, dal 1375 al 1378
- Custode delle Isole del Canale, dal 1378 a vita
- Capitano di Brest
- Ammiraglio della flotta inglese, dal 1º settembre 1378 all'8 marzo 1380
- Giudice di pace per la contea di Berks